# SN 2003eh
SN 2003eh – supernowa typu Ia odkryta 17 maja 2003 roku w galaktyce M+01-29-03. W momencie odkrycia miała maksymalną jasność 17,60m.